# Travertínová kopa
Travertínová kopa je přírodní památka v katastrálním území obce Santovka v okrese Levice v Nitranském kraji na Slovensku. Území bylo vyhlášeno v roce 1958 a jeho rozloha je 0,014 hektaru. Předmětem ochrany je výchoz travertinu u pramene kyselky.